# Kocham Klarę
Kocham Klarę – serial komediowy, emitowany przez Polsat od 1 grudnia 2001 do 23 lutego 2002. Serial był realizowany w Teatrze Dramatycznym w Warszawie z udziałem publiczności. Serial luźno oparto na amerykańskim sitcomie pt. I Love Lucy.

## Fabuła
Serial przedstawia losy dwóch zaprzyjaźnionych małżeństw mieszkających w jednym bloku w Zielonej Górze – tytułowej Klary i Jakuba Zalapskich oraz Hanny i Jana Nowaków. Każdy odcinek stanowi odrębną całość. Fabuła opiera się na codziennych problemach rodzin, sprzeczkach między małżeństwami i małżonkami, perypetiach w pracy.

## Obsada

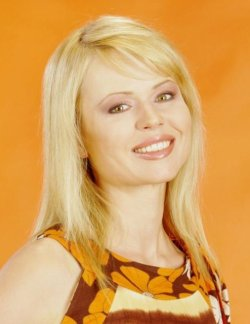
Magdalena Wójcik jako Klara Zalapska
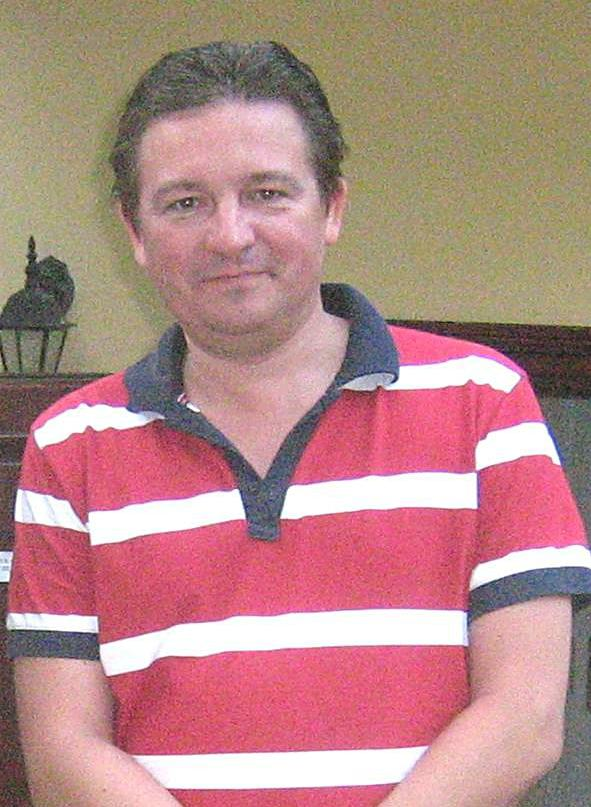
Tomasz Kozłowicz jako Jakub Zalapski
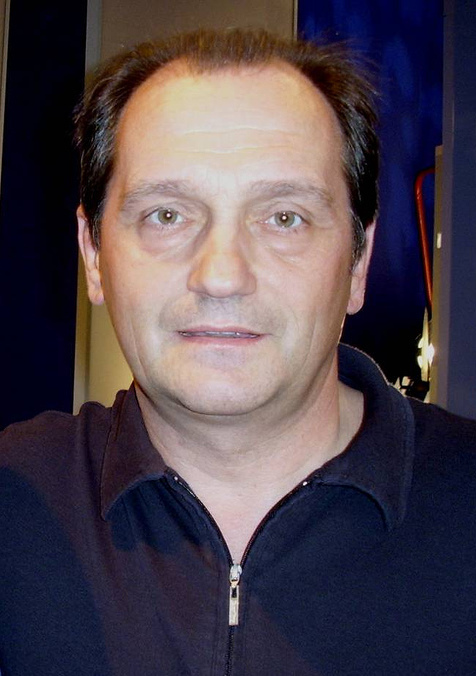
Wojciech Wysocki jako Jan Nowak

| Aktor                 | Rola                                                        |
| --------------------- | ----------------------------------------------------------- |
| Magdalena Wójcik      | Klara Sylwia Zalapska zd. Kosocińska                        |
| Tomasz Kozłowicz      | Jakub Jerzy Zalapski                                        |
| Dorota Zięciowska     | Hanna Nowak                                                 |
| Wojciech Wysocki      | Jan Nowak                                                   |
| Postacie epizodyczne  |                                                             |
| Jan Janga-Tomaszewski | Wiktor, właściciel klubu, w którym występował Kuba Zalapski |
| Jacek Kawalec         | psychiatra Roman                                            |
| Sebastian Konrad      | fotograf                                                    |
| Andrzej Piszczatowski | producent filmowy                                           |
| Arkadiusz Nader       | włamywacz                                                   |
| Janusz Onufrowicz     | doręczyciel                                                 |
| Witold Bieliński      | listonosz Czesio                                            |
| Paweł Szczesny        | rzeźnik Waldek                                              |
| Marcin Chochlew       | posłaniec                                                   |
| Henryk Talar          | Jerzy Szerfke, właściciel hotelu                            |
| Anna Łopatowska       | Wanda Szerfke, żona właściciela hotelu                      |
| Igor Przegrodzki      | Borsukiewicz                                                |
| Wojciech Machnicki    | sierżant Kowal                                              |
| Jolanta Fraszyńska    | Jolanta Kapuścińska                                         |
| Marcin Dorociński     | Marcin Kapuściński                                          |
| Tomasz Sapryk         | Drążek                                                      |
| Andrzej Walden        | Ryszard Makowski                                            |
| Leszek Zduń           | asystent Ryszarda Makowskiego                               |
| Bartłomiej Litwajtis  | kurier                                                      |
| Tomasz Woźnicki       | kurier                                                      |
| Paweł Nowisz          | Paweł Broda                                                 |
| Kazimierz Kozłowski   | członek Partii Łysych                                       |
| Maciej Sinkowski      | członek Partii Łysych                                       |
| Ewelina Żak           | kobieta                                                     |

## Odcinki
| Numer | Data emisji      | Tytuł                     | Opis odcinka |
| ----- | ---------------- | ------------------------- | --- |
|       |                  |                           | |
| 1     | 1 grudnia 2001   | Mężczyźni to bałaganiarze | Klara sprząta mieszkanie, a Kuba po powrocie do domu w pięć minut robi straszliwy bałagan. Między małżonkami wywiązuje się sprzeczka, w wyniku której zdesperowana Klara wyznacza granicę dzielącą ich mieszkanie na dwie połowy. Ona będzie swoją połowę utrzymywać w idealnej czystości, a Kuba na swojej może żyć w brudzie i bałaganie. Następnego dnia w klubie, gdzie występuje Kuba, zjawia się fotograf, który chce zrobić Kubie kilka zdjęć na rozkładówkę popularnego pisma. Najchętniej sfotografowałby Kubę w jego własnym mieszkaniu. Kuba, świadom bałaganu, jaki sam pozostawił, dzwoni do domu, ale telefon jest cały czas zajęty.                                                  |
| 2     | 8 grudnia 2001   | Wąsy                      | Kuba zapuszcza wąsy, bo liczy na główną rolę w filmie Przeskoczyć Płot, amerykańskiej superprodukcji o życiu Lecha Wałęsy. Klara uważa, że Kuba wygląda idiotycznie z wąsami i żąda, by je natychmiast zgolił, a dla potrzeb filmu przykleił sobie sztuczne. Jan, który wraz z Hanną został wciągnięty w rodzinną sprzeczkę, przynosi sztuczne wąsy, w których grywał niegdyś na szkolnych akademiach. Klara przykleja sobie sztuczne wąsy i szantażuje Kubę, że nie odklei ich, dopóki Kuba nie zgoli swoich. Kuba ulega i goli wąsy, ale wąsy Klary nie chcą się odkleić. |
| 3     | 15 grudnia 2001  | Wypowiedzenie umowy       | Zalapscy i Nowakowie urządzają sobie wieczór lwowskich piosenek. Wszyscy bawią się znakomicie. Gdy Nowakowie wracają do swojego mieszkania, Klara i Kuba kontynuują zabawę. Nowakowie szybko zmieniają zdanie o sąsiadach. |
| 4     | 22 grudnia 2001  | Jutro będzie futro        | Kuba przynosi do domu drogie futro, które wypożyczył do swojego spektaklu kabaretowego w klubie. Wskutek nieporozumienia Klara jest przekonana, że to futro jest dla niej i dziękuje Kubie, że nie zapomniał o rocznicy ich ślubu. Kuba, który oczywiście zapomniał o rocznicy, teraz nie ma już odwagi powiedzieć Klarze o faktycznym przeznaczeniu futra. Dzień spektaklu się zbliża i załamanemu Kubie przychodzi do głowy tylko jedno rozwiązanie: do domu zakradnie się włamywacz, ukradnie futro i spektakl będzie uratowany. |
| 5     | 29 grudnia 2001  | Cudowna kuracja           | Kuba patrząc w lustro dochodzi do wniosku, że łysieje. Klara próbuje go przekonać, że to nieprawda, ale bezskutecznie. Z dnia na dzień lęk Kuby przed utratą włosów przeradza się w paniczną obsesję. Klara postanawia więc zastosować taką kurację na porost włosów, po której Kuba raz na zawsze zapomni o swojej urojonej łysinie. |
| 6     | 5 stycznia 2002  | Gwiazda reklamy           | Kuba przygotowuje wielkie widowisko w zielonogórskim amfiteatrze, transmitowane na żywo przez telewizję. Sponsor widowiska, producent odżywek leczniczych, stawia warunek, by w czasie widowiska została odegrana, również na żywo, reklama jego produktu. Klara usiłuje przekonać Kubę, że świetnie nadaje się do wykonania tej reklamy, Kuba jednak pozostaje nieugięty i angażuje aktorkę. Klara podstępem odwołuje aktorkę, sama udaje się do amfiteatru i przedstawia się reżyserowi jako aktorka zaangażowana przez Kubę. |
| 7     | 12 stycznia 2002 | Plotka                    | Kuba i Jan zarzucają swym żonom, że są największymi na świecie plotkarkami. Klara i Hanna twierdzą, że jest na odwrót, to ich mężowie uwielbiają plotkować. Powstaje zakład, kto szybciej zostanie przyłapany na plotkowaniu. Zwycięzca otrzyma śniadanie do łóżka. Tymczasem czas płynie, a ani Klara, ani Hanna nie zamierzają plotkować. Kuba i Jan postanawiają je zatem do tego zainspirować. |
| 8     | 19 stycznia 2002 | Kleptomania               | Klara przygotowuje aukcję na rzecz biednych dzieci. Gromadzi przedmioty, które będą licytowane. Robi to w tajemnicy przed Kubą, który zabronił jej organizowania aukcji po tym, jak rok wcześniej bez jego wiedzy zlicytowała jego kije golfowe. Kuba odkrywa pochowane w szafkach kuchennych przedmioty i nabiera podejrzeń, że jego żona jest kleptomanką. Postanawia sięgnąć po pomoc specjalisty. |
| 9     | 26 stycznia 2002 | Powtórka z małżeństwa     | Klara robiąc porządki w biurku znajduje metrykę ich ślubu i odkrywa z przerażeniem błąd w nazwisku jej męża. Wraz z Hanną zastanawia się, czy ich małżeństwo jest ważne, skoro zgodnie z metryką nie jest żoną Kuby Zalapskiego, a Kuby Zapalskiego. Udaje się więc do Urzędu Stanu Cywilnego, by to wyjaśnić. Kuba, który bagatelizuje błąd w swoim nazwisku, postanawia zrobić żart Klarze i dzwoni do kolegi Jana, który pracuje w urzędzie. Zrozpaczona Klara wraca do domu z informacją, że ich małżeństwo jest nieważne. Postanawia, że muszą wziąć ślub raz jeszcze, lecz zanim to nastąpi, Kuba musi się raz jeszcze jej oświadczyć. W tym samym miejscu, co poprzednio, czyli w Zakopanem. |
| 10    | 2 lutego 2002    | Powołanie do wojska       | Klara przeglądając codzienną korespondencję odkrywa adresowany do Kuby list z dowództwa jednostki wojskowej. List otwiera się sam i Klara czyta, że tego i tego dnia Kuba ma się stawić w takiej to a takiej jednostce wojskowej. Klara jest przerażona, że Kubę chcą wcielić do armii, a Hanna utwierdza ją w przekonaniu, że wybuchnie wojna, a z Kuby chcą po prostu zrobić agenta. |
| 11    | 9 lutego 2002    | Potyczki rodzinne         | Hanna i Jan kłócą się od jakiegoś czasu. Klara chcąc pogodzić małżonków, zaprasza ich na wspólny obiad. W efekcie Hanna i Jan godzą się, ale kłótnia wybucha między Klarą i Kubą. Niezależnie od siebie, i Hanna i Jan próbują pogodzić małżeństwo. Hanna ma dosyć ryzykowny pomysł, jak pogodzić Klarę z Kubą. Janowi przychodzi do głowy pomysł jeszcze bardziej ryzykowny. |
| 12    | 16 lutego 2002   | Seans                     | Klara przeżywa fascynację numerologią i spirytyzmem. Kierując się niewłaściwym horoskopem rujnuje Kubie spotkanie z ważnym producentem telewizyjnym. Na szczęście Producent też jest fanem numerologii. Klara, by odkupić swą winę, organizuje seans spirytystyczny, podczas którego Producent ma skontaktować się z duchem kogoś mu bardzo bliskiego. |
| 13    | 23 lutego 2002   | Nowi sąsiedzi             | Do kamienicy Nowaków wprowadzają się nowi lokatorzy, małżeństwo aktorów. Klara podsłuchuje ich, podczas próby sceny z filmu. Fragment dialogu z filmu kryminalnego bierze za rzeczywistą rozmowę i jest przekonana, że nowi sąsiedzi to para gangsterów. |

## Spis odcinków
| Seria | Odcinki   | Premiera serii | Finał serii    | Emisja        |
| ----- | --------- | -------------- | -------------- | ------------- |
| 1     | 1-13 (13) | 1 grudnia 2001 | 23 lutego 2002 | sobota, 20.30 |

## Podobieństwa
Serial został luźno oparty na scenariuszu sitcomu I Love Lucy, na którym jest również wzorowany 
serial Sąsiedzi. Rodzi to kilka podobieństw:
- Oba seriale opowiadają o dwóch zaprzyjaźnionych małżeństwach: "Kocham Klarę" - Zalapscy i Nowakowie; Sąsiedzi – Cwał-Wiśniewscy i Bogaccy.

Dodatkowo w obu serialach jedno małżeństwo jest trochę starsze od drugiego.
- Obie główne bohaterki – Klara Zalapska i Patrycja Cwał-Wiśniewska są energiczne, często biorą różne rzeczy dosłownie, zazwyczaj one przyczyniają się do rozwoju sytuacji.

- Podobieństwo jest dostrzegalne także między Kubą Zalapskim a Cezarym Cwał-Wiśniewskim – obaj są kimś sławnym (Cezary jest piosenkarzem, Kuba aktorem).

- Pierwowzór Kuby oraz Cezarego, Ricky Ricardo, jest kubańskim imigrantem w USA. Kuba natomiast jest Polakiem, który przez kilka lat przebywał na emigracji w USA. Cezary natomiast specjalizował się w muzyce kubańskiej.

- Hanna Nowak i Helena Bogacka mają podobny charakter – plotkują razem z sąsiadką, często utwierdzają ją w czymś nieprawdziwym (najczęściej sprawy dotyczące męża), co rodzi śmieszne sytuacje.